# Pencak Silat

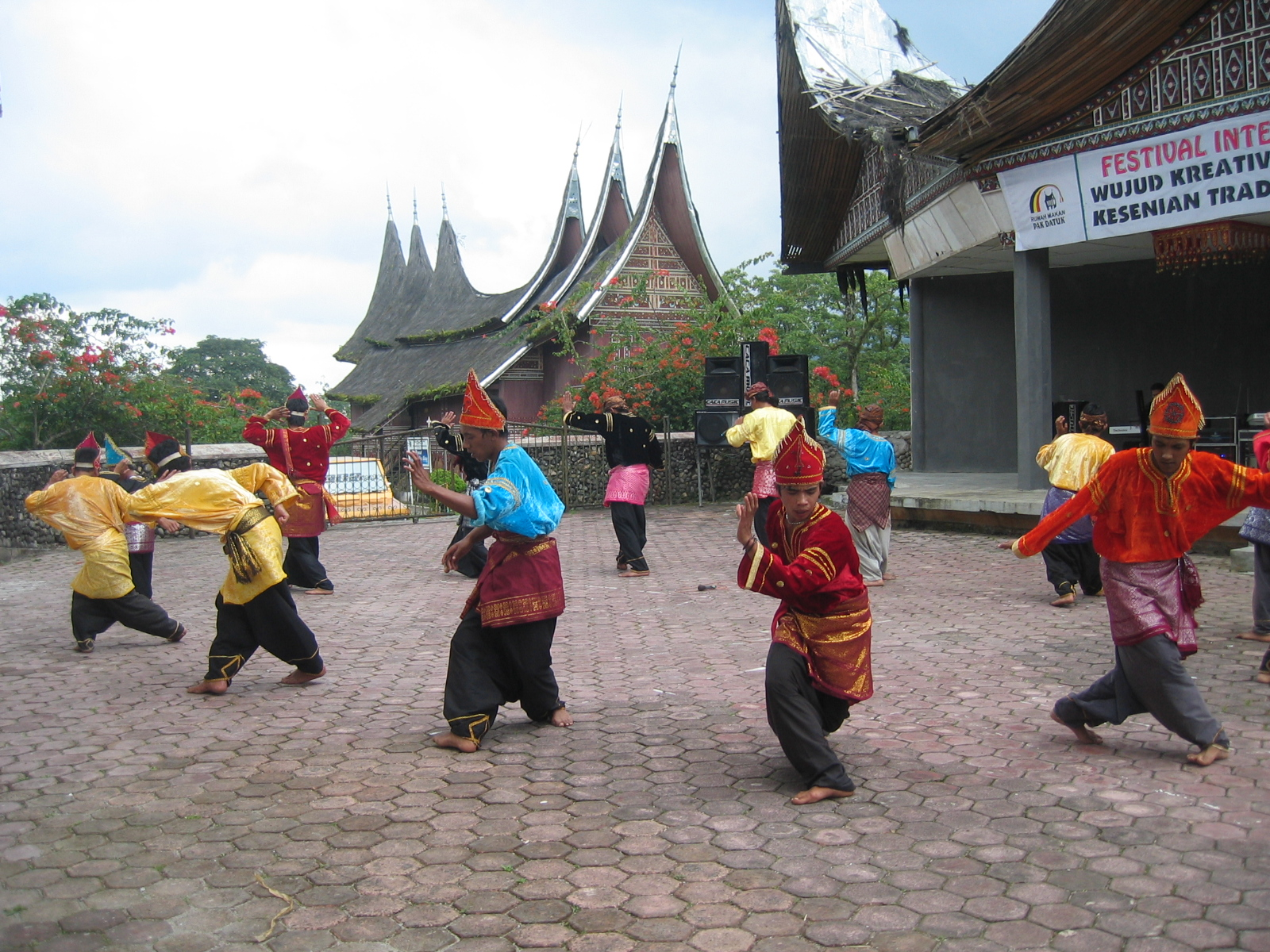

Silat a közös neve az indonéz-szigetvilág őshonos harcművészetének. Sok történet ismert, de a legvalószínűbb, hogy eredetileg Java-szigetéről származik (a falu neve: Cimande, Chimande, Tjimande) de Szumátrán és Malajziában is közel azonos időben terjedt el és kezdték el gyakorolni, fejleszteni. Később szintén a tradíciókat követve, terjedhetett el Dél-Thaiföldön és Szingapúrban. Nagy hagyománya van Brunei-ben, a Fülöp-szigeteken, Kambodzsában és Vietnamban is. Ezért igen szorosan kapcsolódik a többi délkelet-ázsiai harci művészetekhez, mint például az Eskrima, a Thaiföldi krabi krabong vagy a ’Kínai silat’ a Kuntao.
Gyakorlóit pesilat-nak hívják.
Több száz különböző stílusa ismert, de mindegyik azonos irányra fókuszál, mint az ütések, ízület manipulációja, pengés fegyverek (erről még később), dobások, vagy az állat utánzó módszerek és/vagy ezek kombinációja. A Silat iskolák a független nemzeti szervezetek által felügyeltek, minden főbb országban ahol ezt a művészetet gyakorolják. Ezek neve, Ikatan Pencak Silat Indonézia (IPSI) Indonéziában, Persekutuan Silat Kebangsaan Malaysia (PESAKA) Malajziában, Persekutuan Silat Brunei (PERSIB) Bureiben és Persekutuan Silat Singapura (PERSISI) Szingapúrban.
- International Pencak Silat Federation. [2020. október 21-i dátummal az eredetiből archiválva]. (Hozzáférés: 2020. november 1.)